# Фабіан Бредлов
Фабіан Бредлов (нім. Fabian Bredlow, нар. 2 березня 1995, Берлін) — німецький футболіст, воротар клубу «Штутгарт».
Виступав також за «Нюрнберг» і юнацьку збірну Німеччини.

## Клубна кар'єра
Народився 2 березня 1995 року в місті Берлін. Вихованець футбольної команди «Герта» (Целендорф). З 2012 року продовжив займатися футболом у юнацькій команді клубу «РБ Лейпциг».
У дорослому футболі дебютував 2014 року виступами за команду австрійського «Ліферінга», кольори якої захищав на умовах оренди протягом сезону. 
Згодом з 2015 по 2017 рік грав за німецький третьоліговий «Галлешер».
Своєю грою за останню команду привернув увагу представників тренерського штабу «Нюрнберга», у складі якого відіграв один сезон у  Другій Бундеслізі, а згодом провів сезон 2018/19 вже у найвищому німецькому дивізіоні.
Влітку 2019 року повернувся до Другої Бундесліги, ставши гравцем «Штутгарта».

## Виступи за збірні
2013 року дебютував у складі юнацької збірної Німеччини (U-19), загалом на юнацькому рівні взяв участь у 6 іграх.

## Титули і досягнення
- Володар Кубка Німеччини (1):

«Штутгарт»: 2024-25